# Piccole stelle
Piccole stelle è un film del 1988 scritto e diretto da  Nicola Di Francescantonio al suo esordio.

## Trama
Anna, ragazza di provincia molto carina e maliziosa, ha un grande desiderio: fare l'attrice. Decide quindi, senza nessun dubbio, di lasciare la sua casa e recarsi a Roma.

## Produzione
Alcune scene del film sono state girate nei comuni di Savignone, Genova e Roma.

## Distribuzione
Il film fu distribuito nelle sale cinematografiche a partire dal novembre 1988. Successivamente viene trasmesso in televisione su varie emittenti come Odeon TV , Cinquestelle e Telemontecarlo.